# Xavier Atienzar Benedicto
Xavier Atienzar Benedicto   (Santa Coloma de Gramenet, 14 de novembre de 1962) és un ex-pilot de motocròs català que destacà en competicions estatals a finals de la dècada del 1970. Abans d'això, havia estat un dels dominadors dels nombrosos cursets de motociclisme infantil que s'organitzaven llavors arreu de Catalunya. Després de debutar-hi en competició al Trial infantil de Tona (Osona), el març de 1974, el juliol d'aquell mateix any ja aconseguí la seva primera victòria en aquesta mena de competicions, concretament al motocròs infantil d'Abrera, i des d'aleshores en guanyà diverses proves al llarg dels anys 1975 i 1976.
Quan va tenir l'edat per a competir en categories juvenils, va començar a disputar amb èxit competicions d'àmbit estatal: el 1977, guanyà l'anomenada Copa RFME juvenil de motocròs 125cc (sub‐16), però el campionat no va tenir validesa perquè no se'n van celebrar el mínim de proves que
establia el reglament. L'any següent, 1978, guanyà el Campionat d'Espanya de motocròs en categoria Júnior 125cc, aquesta vegada plenament vàlid. El 1979 assolí la tercera posició final al Trofeu Montesa, però d'ençà d'aleshores ja no aconseguí cap altre títol destacat.